# Бабак, Рената Владимировна
Рената Владимировна Бабак (укр. Рената Володимирівна Бабак; 4 февраля 1934, Харьков — 31 декабря 2003, Силвер-Спринг, Мэриленд) — советская, украинская оперная певица (меццо-сопрано). Педагог.

## Биография
После окончания в 1961 году Киевской консерватории (класс профессора Дометрий Евтушенко) дебютировала на сцене Киевской оперы в партии Кармен.
В 1961—1963 пела на сцене Львовского оперного театра.
С декабря 1963 по 1973 — солистка Большого театра в Москве. В ноябре 1973 года попросила политического убежища в Италии. Позднее жила в США и Канаде. До 1986 года успешно гастролировала в Америке и Европе.
Около 20 лет была деканом оперного факультета Вашингтонской консерватории, возглавляла оперную студию, где поставила несколько опер: «Запорожец за Дунаем», «Кармен», «Евгений Онегин», «Гензель и Гретель», сцены из опер Гершвина.

## Избранные партии
- Кармен («Кармен»)
- Эболи («Дон Карлос»).
- Амнерис («Аида»)
- Шарлотта («Вертер»)
- Ортруда («Лоэнгрин»)
- Любаша («Царская невеста»)
- Марина («Борис Годунов»)
- Марфа («Хованщина»)
- Азучена, цыганка («Трубадур»)
- Гермия («Сон в летнюю ночь»)
- Леонора («Сила судьбы»)
- Лаура («Джоконда»)
- Любовь («Мазепа»)
- Ольга («Евгений Онегин»)
- Наина («Руслан и Людмила»)
- Полина и Графиня («Пиковая дама»)
- Кончаковна «Князь Игорь»
- Ульрика «Бал-маскарад»
- Дарья, Оксана «Запорожец за Дунаем»
- Наталка «Наталка Полтавка»